# Coșna
Coșna è un comune della Romania di 1 512 abitanti, ubicato nel distretto di Suceava, nella regione storica della Bucovina.
Il comune è formato dall'unione di 5 villaggi: Coșna, Podu Coșnei, Românești, Teșna, Valea Bancului.
Coşna è divenuto comune autonomo nel 2003, staccandosi dal comune di Dorna Candrenilor.